# سکینه آغازی ارسنجانی
سکینه آغازی ارسنجانی (زاده قرن سیزدهم، ارسنجان، ایران) از زنان معارف پرور ارسنجان و شیراز و مؤسس اولین مدرسه دخترانه شیراز و به عبارتی اولین دبستان دخترانه دولتی ایران است.

## زندگی
سکینه عفت آغازی ارسنجانی، دختر حاج حسین خان ارسنجانی از خاندان ابراهیمی ارسنجان است. او مادر شاعر مشهور معاصر دکتر مهدی حمیدی شیرازی است. در مورد وی گفته اند:
«اول کسی که در تأسیس مدرسه ی نسوان کوشش کرد و مدرسه ی نسبتاً آبرومندی را دایر نمود خانم سکینه عفت آغازی بود که در سال ۱۳۳۹ هجری قمری به تشویق میرزای رحمت، رییس فرهنگ وقت، دبستانی به نام عفتیه در منزل شخصی تأسیس کرد که در آذرماه ۱۳۰۳ هجری شمسی دولتی شد و هنوز هم دایر است، و این اولین مدرسه ی دخترانه است که دولتی شده».
هنگامی که مهدی حمیدی فرزند وی بیش از دو سال و نیم نداشت، همسر سکینه عفت آغازی درگذشت و تربیت فرزند به تنهایی به وی محول شد. مهدی حمیدی شیرازی ادیبی سرشناس شد.